# St. Augustine South (Florida)
St. Augustine South és una concentració de població designada pel cens dels Estats Units a l'estat de Florida. Segons el cens del 2000 tenia 5.035 habitants.

## Demografia
Segons el cens del 2000, St. Augustine South tenia 5.035 habitants, 1.929 habitatges, i 1.462 famílies. La densitat de població era de 1.130,2 habitants/km².
Dels 1.929 habitatges en un 31,9% hi vivien nens de menys de 18 anys, en un 63,6% hi vivien parelles casades, en un 8,8% dones solteres, i en un 24,2% no eren unitats familiars. En el 18,2% dels habitatges hi vivien persones soles el 8,4% de les quals corresponia a persones de 65 anys o més que vivien soles. El nombre mitjà de persones vivint en cada habitatge era de 2,6 i el nombre mitjà de persones que vivien en cada família era de 2,95.
Per edats la població es repartia de la següent manera: un 24% tenia menys de 18 anys, un 6,3% entre 18 i 24, un 27,7% entre 25 i 44, un 26,3% de 45 a 60 i un 15,7% 65 anys o més.
L'edat mediana era de 41 anys. Per cada 100 dones de 18 o més anys hi havia 89,2 homes.
La renda mediana per habitatge era de 52.090 $ i la renda mediana per família de 56.592 $. Els homes tenien una renda mediana de 36.123 $ mentre que les dones 25.434 $. La renda per capita de la població era de 21.883 $. Entorn del 2,3% de les famílies i el 4,1% de la població estaven per davall del llindar de pobresa.

## Poblacions properes
El següent diagrama mostra les poblacions més properes.